# Неоконкретизм
Неоконкрети́зм (неоконкретное искусство; порт. Neoconcretismo) ― художественное течение, возникшее в Бразилии в 1959 году и вышедшее из недр более крупного движения «конкретного искусства», имевшего большое распространение в Латинской Америке и в других частях мира. Неоконкретисты принадлежали к художественному объединению Grupo Frente в Рио-де-Жанейро. Они отвергали чисто рационалистический подход к конкретному искусству и выступали за более феноменологическое и менее научное искусство. Идеологом неоконкретизма стал Феррейра Гуллар, автор эссе «Теория не-объекта» (1959). В 1959 году он составил «Неоконкретный манифест», в котором изложил, каким должно быть неоконкретное искусство. Ведущими художниками направления были Лижия Кларк, Элио Ойтисика и Лижия Папе.

## История
После Первой мировой войны в Европе произошёл бум художественных движений, основанных на рационализме, таких как де стейл и баухаус. Художники верили, что человечество сможет достичь прогресса благодаря своей способности к рассуждению. В Латинской Америке идеи рационалистического и необъективного искусства укоренились в начале 1950-х годов в ответ на спор о мурализме. Правительства, южноамериканских стран, в частности Мексики, прибегали к услугами монументалистов для создания пропагандистских работ. Однако во всех этих репрессивных режимах стран Латинской Америки художники восставали против отведённой им задачи; поэтому геометрическая абстракция и конкретизм породили искусство, которое не означало ничего политического или подчас вообще не имело никакого смысла.
Конкретное искусство могло процветать во всех этих странах, поскольку оно не содержало никаких политических посылов. В Бразилии идеи рационалистического искусства и геометрической абстракции возникли в начале 1950-х годов после учреждения демократической республики в 1946 году. Период в истории страны с 1946 по 1964 год стал известен как Вторая бразильская республика. В это время зародились такие творческие объединения, как Grupo Ruptura в Сан-Паулу и Grupo Frente в Рио-де-Жанейро. Представители Grupo Ruptura, в частности, следовали идеалу чистого математического искусства.
Неоконкретистское художественное движение возникло, когда Grupo Frente осознала, что конкретизм был «наивным и отчасти колониалистским» и являлся «чрезмерно рациональной концепцией абстрактной структуры».
В 1961 году, когда Бразилия вступила в период политической нестабильности, художники из неоконкретивистского движения перестали удовлетворяться этой единой философией. Лижия Кларк и Элио Ойтисика, лидеры движения, вкладывали свою энергию в концептуальное искусство. Историки искусства часто называют неоконкретизм предшественником концептуального искусства из-за своей «заумной метафизики». 1 апреля 1964 года военный переворот сместил президента Жуана Гуларта. В Бразилии до 1985 года утвердилась военная диктатура. Рост насилия в обществе потребовал создания нового вида искусства, способного нести новый смысл и ещё сильнее разрушить традиционную мысль. Так и зародилось концептуальное искусство.

## Манифест неоконкретизма
В 1959 году бразильский поэт и писатель Феррейра Гуллар написал «Неоконкретный манифест», в котором заявил, что произведение искусства ― это «нечто большее, чем сумма составляющих его элементов; то, что путём анализа можно разбить на различные элементы, но которое может быть понято лишь феноменологически». Гуллар призывал к созданию искусства, не основанного на рационализме или стремлении к чистой форме ― в контрасте с конкретным искусством. Он искал произведения, которые становились активными, когда в них вовлекался зритель. Неоконкретное искусство должно разобрать на части ограничения объекта и «выражать сложные человеческие реальности».
В то время как конкретизм строил свою линию на основе логики и объективного знания о цвете, пространстве и форме, имеющим универсальный и объективный характер, художники-неоконкретисты считали цвет, пространство и форму «принадлежащими не к тому или иному художественному языку, а к живому и неопределенному опыту человека». Хотя неоконкретное искусство всё ещё поддерживало конкретизм в качестве основы для своих идей, неоконкретисты полагали, что объективность и математические принципы сами по себе не могут достичь конкретной цели создания трансцендентного визуального языка.
Неоконкретисты полагали, что произведения искусства ― это не просто статичные представления или формы; по их мнению, «искусство должно быть похоже на живые организмы»; сами художники хотят «найти новое, выразительное пространство». Представители движения полагали, что через прямые отношения между художественным произведением и зрителем это «новое, выразительное пространство». Неоконкретисты стремились создать мультисенсорное пространство, которое заставило бы зрителя острее ощущать своё тело и своё существование.
Лижия Кларк писала о том, как неоконкретизм стремился расшифровать природу человечества, создав «средство выражения», которое позволило бы людям «осознать единство как органическое, живое целое», имея в виду не только восстановление чувства тела зрителя, а также общинного существования человечества.
Первая выставка неоконкретистов была проведена в Рио-де-Жанейро в марте 1959 года. В ней приняли участие такие художники, как Амилкар де Кастро, Феррейра Гуллар, Франц Вайсманн, Лижия Кларк, Лижия Папе, Рейнальдо Жардим и Теон Спанудис.